# Nördik Impakt
 (novembre 2014).
Si vous disposez d'ouvrages ou d'articles de référence ou si vous connaissez des sites web de qualité traitant du thème abordé ici, merci de compléter l'article en donnant les références utiles à sa vérifiabilité et en les liant à la section « Notes et références ».
Nördik Impakt est un important festival de culture électronique en France qui se déroule tous les ans à Caen. Durant une semaine, il s'approprie la ville par des soirées éclectiques organisées dans les bars et diverses petites salles de concert de la ville, puis se conclut au Parc des expositions. 
Le festival a lieu au mois de novembre, et ce, depuis 1999. Il est organisé par l'association ArtsAttack! (qui gère aussi la salle de musiques actuelles caennaise Le Cargö). Le festival met en lumière la culture électronique (musique, vidéos, performances multimédia, danse, arts plastiques, décoration, etc.) Les programmateurs savent allier artistes internationaux et jeunes talents régionaux sur les mêmes scènes.

## Déroulement des festivités
Le jeudi, de nombreux artistes de la scène locale normande jouent dans les bars de Caen (La Teigne, Hybride, Gormak, Byshop, Guns of Brixtons...).
Le vendredi, commencent les vraies festivités, avec des soirées dans des lieux aussi insolites qu’un bunker Allemand de la Seconde Guerre mondiale transformé en discothèque où étaient invités en 2005 les labels Rephlex et Bodybutton (Note : étaient présents à cette soirée Combo Breaker, Ceephax Acid Crew, Luke Vibert, DMX Krew, Dj Plasticman).
Le samedi est la soirée de clôture. Avant l'année 2008, celle-ci se déroulait dans le parc des expositions de Caen (de 21 h à 8 h), et réunissait plus de 12 000 spectateurs, répartis dans diverses salles, chacune décorée par des collectifs d’artistes, et dont les murs étaient tapissés d’écrans géants où de nombreux VJ venaient pratiquer leur art. En 2008, cette soirée a lieu au Cargö, qui réunit trois ambiances électroniques différentes. 
L'abandon du gigantesque parc des expositions de Caen constitue un changement marquant du fait de la réduction de la place disponible, l'offre passant de plus de 12 000 billets à 1 500 environ. De ce virage commercial, l'avenir dira si le festival saura toujours attirer les foules et conserver son aura qui couvre bien plus que la seule région normande.
Pour l'édition 2009, le festival a de nouveau investit le parc des expositions pour deux soirées mais aussi le Zénith pour la première fois. Une soirée avait également lieu dans un parking souterrain du centre-ville et dans des appartements privés (« Nördik Appart »). Le festival semble relancé.
En 2010, le festival réunit entre 18 000 et 20 000 festivaliers dont plus de 8 000 pour la seule soirée de clôture et semble définitivement relancé.
Metronomy est la tête d'affiche de l'édition 2011. Le festival accueille également Heretik System, La Femme, Mondkopf, Death in Vegas, Stupeflip, Saul Williams...

## Programmation

### 2016[2]
19-22 octobre
- Vendredi : Mr Oizo, Sam Paganini, Angerfist, Vandal, Popof, Suuns, Möd3rn, Miss K8, Gablé, Maissouille
- Samedi : Ben Klock, Dixon, Ellen Allien, Andy C feat. Tonn Piper, Boris Brejcha, Marek Hemmann, Louisahhh, Carpenter Brut, Mefjus feat. Maksim MC, Petit Biscuit, DJ Fly & DJ Netik, French 79, Samba de la Muerte, Fulgeance, Nikolson, Abile b2b Miosche